# Ново-Івановське (Іллінське сільське поселення)
Ново-Івановське (рос. Ново-Ивановское) — присілок в Кімрському районі Тверської області Російської Федерації.
Населення становить 0 осіб. Входить до складу муніципального утворення Іллінське сільське поселення.

## Історія
Від 2005 року входить до складу муніципального утворення Іллінське сільське поселення.

## Населення
| 1859 | 1887 | 2002 | 2010 |
| ---- | ---- | ---- | ---- |
| 381  | ↘365 | ↘3   | ↘0   |